# منزل أسامة بن لادن في الخرطوم
منزل أسامة بن لادن في الخرطوم هو منزل من الطوب والجص من ثلاثة طوابق في شارع المشتل في حي الرياض الثري بالخرطوم في السودان، حيث عاش أسامة بن لادن بين عامي 1991 و1996.

## خلفية

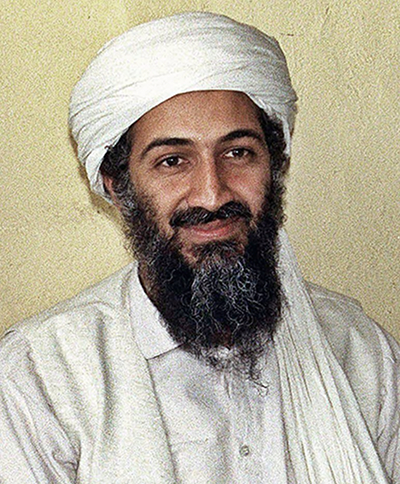
أسامة بن لادن

وصل بن لادن إلى السودان عام 1991 بعد خلافه مع العائلة الحاكمة في المملكة العربية السعودية بشأن دعمها للولايات المتحدة في حرب الخليج ضد العراق. اشترى هذا العقار، وهو منزل طيني، يطل على النيل الأزرق، حيث أمضى فيه حياته مع عائلته وزوجاته وأبنائه. استثمر بن لادن بكثافة في البنية التحتية والزراعة والأعمال التجارية في السودان. حيث سمح حسن الترابي لابن لادن بالعيش في السودان، وتشير التقديرات إلى أنه ربما استثمر أكثر من 50 مليون دولار أمريكي في السودان. فكانت استثماراته تتمثل في شركة وادي العقيق في مجال العقارات والإنشاءات والتي شيدت الطرق في جميع أنحاء شمال السودان، ومن بين هذه الطرق طريق بطول 83 ميلًا يربط بين الدمازين والكرمك. كما أنشأ شركة أخرى باسم «قدرات النقل»، وشركة «الثمار المباركة» التي أدارت مزرعة الدمازين الضخمة، ويُعتقد أن المزرعة كان مركزًا لتدريب المجاهدين بالقرب من أعالي النيل بالقرب من الحدود الإثيوبية. كل هذه الأنشطة أدارها من منزله المكون من تسع غرف.
كان المنزل يخضع لحراسة مشددة من حراس مسلحين بمدافع رشاشة في الطابق الأرضي، جرت محاولة اغتيال لبن لادن في هذا المنزل من قبل «تكفيرين». بعد هذا الهجوم أصبح منزله أكثر أمانًا، حيث حفرت الخنادق أمام المنزل وخلفه. وبعد أن عاش في السودان لأكثر من 4 سنوات، غادر السودان في مايو 1996. ظلت الممتلكات شاغرة منذ خرج بن لادن من البلاد في عام 1996، لأن المستأجرين يخشون أن تقصفها الولايات المتحدة. ويقال أن المنزل تحول إلى سفارة الصين.